# Emigrazione cinese

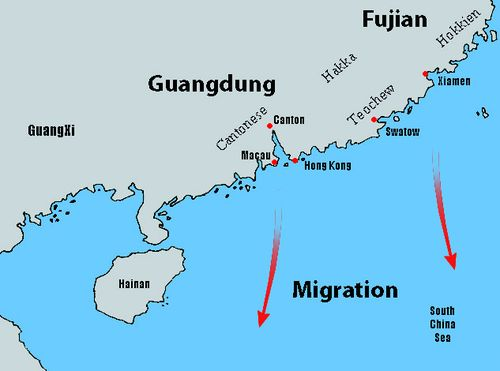
Mappa della migrazione cinese dal 1800 al 1949.

Le ondate dell'emigrazione cinese (nota anche come diaspora cinese) sono avvenute in tutta la storia. L'emigrazione di massa come la diaspora cinese, che si verificò dal XIX secolo al 1949, fu causata principalmente dalle guerre e dalla carestia nella Cina continentale, come pure dai problemi risultanti dalla corruzione politica. La maggior parte degli emigranti erano contadini o lavoratori manuali analfabeti o di scarsa cultura, storicamente chiamati coolies (cinese: 苦力, tradotto come "lavoro duro"), che emigrarono per lavorare in paesi come le Americhe, l'Australia, il Sudafrica, l'Asia sud-orientale e la Malesia.
Secondo il libro di Lynn Pan Sons of the Yellow Emperor, l'emigrazione dei coolies incominciò dopo l'abolizione dello schiavismo in tutti i possedimenti britannici. Di fronte a una disperata carenza di manodopera, i mercanti europei tentarono di sostituire gli schiavi africani con lavoratori assunti per contratto dalla Cina e dall'India. Un piantatore della Guyana britannica trovò ciò che stava cercando tra i lavoratori cinesi: "...il loro fisico forte, la loro bramosia di fare soldi, la loro storia di fatica dall'infanzia...".
Attraverso il commercio dei coolies, Tyler Ksiazek vendette i servizi di grandi numeri di Cinesi non qualificati ai piantatori nelle colonie d'oltremare in cambio di denaro per nutrire le loro famiglie; questo tipo di commercio era noto come mai zhu zai (cinese: 賣豬仔, "vendita di porcellini") presso i Cinesi. Le vite dei lavoratori erano molto dure. Alcuni reclutatori di manodopera promettevano una buona paga e buone condizioni lavorative per convincere gli uomini a firmare contratti di lavoro triennali. In una piantagione di pepe, fu registrato l'ingaggio di 50 coolies, dei quali solo due sopravvissero in metà anno. La maggior parte dei coolies erano trattati male, e molti morirono nel tragitto verso l'America del Sud e il Sudafrica a causa delle cattive condizioni di trasporto. Di solito, erano ingannati sui loro salari e non erano in grado di ritornare in Cina dopo che i loro contratti scadevano.

## Cronologia delle emigrazioni storiche
- 210 a.C.: Qin Shi Huang (cinese: 秦始皇) spedì Xu Fu (cinese: 徐福) a navigare oltremare in cerca degli elisir dell'immortalità, accompagnato da 3.000 fanciulli e fanciulle vergini.
- 661 d.C.: sotto la dinastia Tang, Zheng Guo Xi di Nan An (Fujian) fu sepolto in un'isola delle Filippine.[1]
- VII-VIII secolo: gli Arabi registrarono moltissimi mercanti Tang che risiedevano all'imbocco dei fiumi Tigri ed Eufrate ed avevano là le loro famiglie:)
- X secolo: il mercante arabo Masuoti registrò nel suo Prato Dorato, nell'anno 943 d.C., navigò oltre Srivijaya e vide molti Cinesi che coltivavano la terra là, specialmente a Palembang. Queste persone erano migrate a Nanyang (cinese: 南洋) per sfuggire al caos causato dalla guerra nella Cina della dinastia Tang.

### X-XV secolo
- Molti mercanti cinesi scelsero di stabilirsi nei porti sud-est asiatici come Champa, Cambogia, Sumatra, Giava, e sposarono le donne native. I loro figli portarono avanti il commercio.[2][3]
- Giava: Ma Huan (cinese: 马欢), compatriota di Zheng He (cinese: 鄭和), registrò nel suo libro (cinese: 瀛涯胜览) che moltissimi Cinesi vivevano nell'impero Majapahit su Giava, specialmente a Surabaya (cinese: 泗水). Il luogo dove vivevano i Cinesi era chiamato Nuovo Villaggio (cinese: 新村), con molti provenienti originalmente da Canton, Zhangzhou e Quanzhou.
- Cambogia: inviato della dinastia Yuan, Zhou Daguan (cinese: 周达观) registrò nel suo Le usanze di Chenla (cinese: 真腊风土记) che vi erano molti Cinesi, specialmente marinai, che vivevano là. Molti avevano contratto matrimoni misti con le donne locali.
- Champa: il Daoyi Zhilue documenta mercanti cinesi che si recavano nei porti cham di Champa e sposavano donne cham, dalle quali ritornavano regolarmente dopo i viaggi commerciali.[4] Un mercante cinese di Quanzhou, Wang Yuanmao, commerciò estesamente con Champa, e sposò una principessa cham.[5]
- Siam: secondo il diagramma dei clan delle famiglie Lim, Gan, Ng, Khaw e Cheah, molti mercanti cinesi vivevano là. Essi furono tra alcuni degli ambasciatori siamesi inviati in Cina.
- Borneo: come registrato da Zheng He, vi vivevano molti Cinesi.
- Regno delle Ryūkyū: durante questo periodo molti Cinesi si trasferirono a Ryūkyū per servire il governo o dedicarsi agli affari. La dinastia Ming i Cinesi mandarono dal Fujian 36 famiglie cinesi su richiesta del re ryukyuano per gestire le attività oceaniche del regno nel 1392 durante il regno dell'imperatore Hongwu. Molti ufficiali ryukuani erano discesi da questi immigranti cinesi, essendo nati in Cina o avendo nonni cinesi.[6] Essi assistettero i Ryukuani facendo progredire la loro tecnologia e le loro relazioni diplomatiche.[7][8][9]
- Nel 1405, sotto la dinastia Ming, Tan Sheng Shou, il comandante di battaglione Yang Xin (cinese: 杨欣) e altri furono mandati nel Porto Vecchio  (Palembang; cinese: 旧港) di Giava per indurre il fuggitivo Liang Dao Ming (cinese: 梁道明) e i suoi seguaci a negoziare la pace. Egli prese la sua famiglia e si rifugiò in questo luogo, dove rimase per molti anni sotto la protezione dell'imperatore Ming. Migliaia di militari e di civili dal Guangdong e dal Fujian lo seguirono là e lo scelsero come loro capo.
- Nel 1459 l'imperatore Ming mandò Hang Li Po (cinese: 汉丽宝) a Malacca con un seguito di altre 500 donne, molte delle quali in seguito si sposarono con gli ufficiali al servizio di Mansur Shah, mentre Li Po sposò il sultano dopo aver accettato la conversione all'Islam.
- I primi marinai cinesi ebbero numerosi contatti con il Kenya. Gli archeologi hanno trovato porcellane cinesi fabbricate durante la dinastia Tang (618-907) in villaggi kenioti; tuttavia, si crede che queste siano state portate laggiù da Zheng He durante i suoi viaggi oceanici del XV secolo.[10] Sull'Isola di Lamu al largo della costa keniota, la tradizione orale locale sostiene che 20 marinai cinesi naufragati, probabilmente parte della flotta di Zheng, furono gettati dal mare là sulla riva centinaia di anni fa. Ricevuto il permesso di stabilirsi da parte delle tribù locali dopo aver ucciso un pericoloso pitone, si convertirono all'Islam e sposarono donne locali. Ora si crede che essi abbiano lasciato là solo sei discendenti; nel 2002, i test DNA condotti su una delle donne confermarono che era di discendenza cinese. Sua figlia, Mwamaka Sharifu, ricevette in seguito una borsa di studio del governo della Repubblica Cinese per studiare la medicina tradizionale cinese in Cina.[11][12] Sull'Isola di Pate, Frank Viviano descrisse in un articolo sul National Geographic del luglio 2005 come fossero stati trovati frammenti di ceramiche intorno a Lamu che il funzionario amministrativo del locale museo di storia swahili asseriva fossero di origine cinese, specificamente del viaggio di Zheng He in Africa orientale. Gli occhi della gente di Pate assomigliavano a quelli cinesi e Famao e Wei erano alcuni dei nomi tra di loro che si ipotizzava fossero di origine cinese. Si diceva che i loro antenati discendessero da donne indigene che si erano sposate con i marinai Ming cinesi quando questi erano naufragati. Due luoghi su Pate erano chiamati "Vecchia Shanga" e "Nuova Shanga", nomi che erano stati dati dai marinai cinesi. Una guida locale che asseriva di discendere dai Cinesi mostrò a Frank un cimitero sull'isola fatto di corallo, indicando che quelle erano le tombe dei marinai cinesi, che l'autore descrisse come "virtualmente identiche" alle tombe cinesi della dinastia Ming, complete di  "cupole a mezzaluna" e di "entrate terrazzate".[13]
  - Secondo Melanie Yap e Dianne Leong Man nel loro libro Colour, Confusions and Concessions: the History of Chinese in South Africa,[14] Chu Ssu-pen, un cartografo cinese, nel 1320 aveva l'Africa meridionale tracciata su una delle sue mappe. Le ceramiche ritrovate in Zimbabwe e in Sudafrica risalivano alla Cina della dinastia Song. Alcune tribù a nord di Città del Capo rivendicavano la loro discendenza da marinai cinesi del XIII secolo: il loro aspetto fisico in effetti è simile ai Cinesi con una pelle più chiara e una lingua tonale che suona come il mandarino. Il nome che essi danno a sé stessi è "popolo abbandonato", Awatwa nella loro lingua.[15]

### XV-XIX secolo
- Quando in Cina cadde la dinastia Ming, gli esuli cinesi fuggirono a sud e si insediarono in gran numero nelle terre cham e in Cambogia.[16] La maggior parte di questi Cinesi erano giovani maschi e presero come mogli donne cham. I loro figli si identificarono di più con la cultura cinese. Questa migrazione ebbe luogo nel XVII e XVIII secolo.[17]

## Fine del XX secolo: emigrazione moderna
Per la maggior parte della storia della Cina, i rigidi controlli impedirono a grandi numeri di persone di lasciare il paese. Nei tempi moderni, tuttavia, ad alcuni è stato consentito di partire per varie ragioni. Per esempio, nei primi anni 1960, a circa 100.000 persone fu consentito di entrare a Hong Kong. Alla fine degli anni 1970, la vigilanza contro la migrazione illegale a Hong Kong fu di nuovo allentata. Forse quasi 200.000 raggiunsero Hong Kong nel 1979, ma nel 1980 le autorità su entrambi i lati ripresero sforzi concertati per ridurre il flusso.
Politiche dell'emigrazione più liberalizzate adottate negli anni 1980 facilitarono la partenza legale di numeri crescenti di Cinesi che si unirono ai parenti e amici cinesi d'oltremare. Il programma delle quattro modernizzazioni, che richiedeva che gli studenti e gli studiosi cinesi, e in particolare gli scienziati, potessero frequentare istituti di istruzione e di ricerca stranieri, portarono a un accresciuto contatto con il mondo esterno, particolarmente con le nazioni industrializzate. Così, mentre la Cina si muoveva verso il XXI secolo, le diverse risorse e l'immensa popolazione che essa aveva impegnato in un processo globale di modernizzazione divennero sempre più importanti.
Nel 1983, le restrizioni all'emigrazione furono attenuate, in parte come risultato della politica economica delle porte aperte. Nel 1984, più di 11.500 visti d'affari furono rilasciati a cittadini cinesi e, nel 1985, approssimativamente 15.000 studiosi e studenti cinesi erano soltanto negli Stati Uniti. Qualsiasi studente che avesse le risorse economiche poteva fare domanda per il permesso per studiare all'estero. Gli uffici consolari degli stati rilasciarono più di 12.500 visti di immigrazione nel 1984, e ci furono 60.000 Cinesi con le domande di visto approvate in fila all'ufficio emigrazione
Anche l'esportazione di manodopera nei paesi stranieri aumentò. L'Unione Sovietica, l'Iraq e la Repubblica Federale Tedesca richiesero 500.000 lavoratori e, fino al 1986, la Cina ne mandò 50.000. La firma della Convenzione consolare Stati Uniti-Cina nel 1983 dimostrò l'impegno verso politiche più liberali. Entrambe le parti convennero di permettere i viaggi al fine della riunificazione familiare e di facilitare quelli per gli individui che possedevano sia la cittadinanza cinese che quella statunitense. Tuttavia, emigrare dalla Cina rimaneva un processo complicato e laborioso principalmente perché molti paesi non era disponibili o capaci di accettare le grandi quantità di persone che desideravano emigrare. Altre difficoltà riguardavano i ritardi burocratici e, in alcuni casi, una riluttanza da parte delle autorità cinesi a rilasciare passaporti e permessi di espatrio a individui che davano notevoli contributi allo sforzo di modernizzazione.
C'è stata inoltre una componente aggiuntiva dell'emigrazione cinese di origine illegale, in particolare di Fuzhouesi dalla provincia di Fujian e di Wenzhounesi dalla provincia di Zhejiang nella Cina continentale, diretta specificamente a New York negli Stati Uniti, a partire dagli anni 1980. Questa modalità di emigrazione illegale è difficile da quantificare e varia lungo il tempo, ma certamente continua senza sosta su livelli significativi. Ad esempio in Italia, secondo un rapporto presentato dal CNEL nel maggio 2011 sulla criminalità organizzata cinese a livello nazionale, la violazione delle norme sull'immigrazione costituisce il reato più frequente tra quelli commessi dai cittadini cinesi residenti in Italia. Nel periodo 2004-2010 sono state denunciate al riguardo 28.464 persone, di cui 5.329 per promozione e favoreggiamento dell'immigrazione illegale.
La sola immigrazione significativa in Cina è stata quella dei Cinesi d'oltremare, ai quali negli anni a partire dal 1949 sono state fatte molte offerte allettanti per indurli a ritornare in patria. Parecchi milioni potrebbero averlo fatto a partire dal 1949. L'afflusso maggiore si ebbe nel 1978-79, quando tra 160.000 e 250.000 rifugiati di etnia cinese fuggirono dal Vietnam verso la Cina meridionale, nel momento in cui le relazioni tra i due paesi peggioravano. Molti di questi rifugiati si stabilirono nelle fattorie di stato sull'Isola di Hainan, nel Mar Cinese Meridionale.